# Arturo Ledesma
Arturo Javier Ledesma Pérez (sinh ngày 25 tháng 5 năm 1988 ở Guadalajara) là một cầu thủ bóng đá người México. Hiện tại anh thi đấu cho Tampico Madero ở vị trí hậu vệ ở Ascenso MX.

## Tiểu sử
Arturo là một cầu thủ trẻ có nhiều tiềm năng. Lúc chỉ 18 tuổi, anh đã có màn ra mắt cho gã khổng lồ México Chivas ở Clausura 2007 cũng như ở Giải vô địch bóng đá CONCACAF. Ledesma có màn ra mắt chuyên nghiệp ngày 17 tháng 2 năm 2007 trước Atlante, trong chiến thắng 0-3 trên sân khách cho Rebaño.

## Gia đình
Bố của Arturo là cựu thủ môn của Chivas Javier "Zully" Ledesma. Một trong những anh em họ của anh là cầu thủ bóng chày, Nomar Garciaparra.